# 1685
1685 (MDCLXXXV) fue un año común comenzado en lunes, según el calendario gregoriano.

## Acontecimientos
- 15 de julio: El duque de Monmouth es ejecutado en Tower Hill, Londres
- 18 - 19 de octubre - Luis XIV de Francia declara el Edicto de Fontainebleau, que revoca el Edicto de Nantes declarando el protestantismo ilegal: se inicia el éxodo de los protestantes franceses.
- (Fecha desconocida). Jaraíz de la Vera se independiza de Plasencia, obteniendo el título de Villa de Realengo.

## Arte y literatura

### Pintura
- Claudio Coello: Carlos II adorando a la Sagrada Forma.

### Literatura
- Histoire des Os (Descripción de los huesos) de Scipion Abeille.
- Antoine Furetière es expulsado de la Academia Francesa.

### Música
- Antonio Stradivari hace el violín ex Arma Senkrah.
- John Blow es registrado entre los músicos privados del rey Jacobo II de Inglaterra.
- François Couperin, con 17 años, se hace organista en St Gervais en París.
- Giovanni Legrenzi es nombrado maestro di cappella en la Basílica de San Marcos de Venecia.
- Óperas:
  - John Blow - Venus and Adonis
  - Marc-Antoine Charpentier - La Couronne de fleurs
  - Jean-Baptiste Lully - Roland

## Nacimientos
- 23 de febrerojul./ 5 de marzo de 1685greg.: Georg Friedrich Händel, compositor británico de origen alemán. (f. 1759)
- 12 de marzo: George Berkeley, filósofo irlandés (f. 1753)
- 21 de marzojul./ 31 de marzo de 1685greg.: Johann Sebastian Bach, compositor alemán (f. 1750)
- 18 de agosto: Brook Taylor, matemático británico (f. 1731)
- 1 de octubre: Carlos VI de Alemania, Emperador del Sacro Imperio Romano-Germánico (f. 1740).
- 26 de octubre: Domenico Scarlatti, compositor y clavecinista italiano (f. 1757)
- 12 de diciembre: Lodovico Giustini, compositor italiano (f. 1743)

## Fallecimientos
- Abril: Thomas Otway, dramaturgo inglés (n. 1652)
- 15 de julio: James Scout, duque de Monmouth, noble británico (n. 1649)
- 3 de octubre: Juan Carreño de Miranda, pintor español (n. 1614)
- Francisco Rizi, pintor español (n. 1614)